# Marc Carol
Marc Carol Ybarra (ur. 14 lutego 1985 roku w Sabadell) – hiszpański kierowca wyścigowy.

## Kariera
Carol rozpoczął karierę w wyścigach samochodowych w 2001 roku od startów w Formule BMW Junior Cup Iberia oraz w  Citroen Saxo Cup Spain. W Formule BMW z dorobkiem 290 punktów uplasował się na czwartej pozycji w klasyfikacji generalnej. W Citroen Saxo Cup Spain zdobył tytuł mistrzowski. W późniejszych latach Hiszpan pojawiał się także w stawce Hiszpańskiej Formuły Renault, Hiszpańskiej Formuły Junior 1600, World Touring Car Championship, 24 Hours of Barcelona, International GT Open, SEAT Leon Supercopa Spain, Spanish GT Championship, Copa de España de Resistencia, 500km of Alcaniz, Renault Clio Cup Spain oraz Copa de España de Super GT.
W World Touring Car Championship Hiszpan wystartował podczas hiszpańskiej rundy w latach 2005 i 2010 z hiszpańską ekipą SEAT Sport. W 2005 z dorobkiem jednego punktu uplasował się na 23 pozycji w końcowej klasyfikacji kierowców.